# La Setmana (1931)
La Setmana va ser una publicació setmanal d'informació local editada a Igualada l'any 1931.

## Descripció
La redacció i l'administració eren a la rambla de Sant Isidre, núm. 19, i s'imprimia als tallers de Pere Bas, estamper.
Tenia quatre pàgines, a tres columnes, amb un format de 40 x 28 cm. Portava l'escut d'Igualada a la capçalera.
El primer número va sortir el 31 de gener de 1931 i l'últim, el 14, el 9 de maig del mateix any.

## Continguts
A l'article de presentació deien «Ens proposem recollir en el nostre periòdic totes les manifestacions nobles de la vida ciutadana. I és amb el bon propòsit de procurar pràcticament el progrés moral i material de la ciutat, que ens interessarem pels seus problemes, i anirem donant en cada moment concret, la nostra modesta opinió».
Era un periòdic català i conservador, vinculat a la Lliga Regionalista.
Hi havia comentaris polítics i propaganda electoral de la candidatura Dreta Catalana, com quan afirmaven de cara a les eleccions municipals del 12 d'abril: «Els nostres amics han de votar ÍNTEGRA i SENSE CAP MODIFICACIÓ les nostres candidatures». A més, publicava notícies curtes locals i comarcals, recensions d'actes culturals i d'espectacles igualadins i també alguns articles de temes més generals.
Hi havien col·laborat, entre d'altres, Joan Elias Piqué, Abel Ribelles (pseudònim de Lluís Riba Martí), Amadeu Biosca i Busqué, Martí Miró i Josep Serra.
Va deixar de sortir poc després de proclamar-se la República.

## Localització
- Biblioteca Central d'Igualada. Plaça de Cal Font. Igualada (col·lecció completa i relligada).[cal citació]